# Buckhorn Lake
Buckhorn Lake är en sjö i Kanada.   Den ligger i countyt Peterborough County och provinsen Ontario, i den sydöstra delen av landet, 240 km väster om huvudstaden Ottawa. Buckhorn Lake ligger 244 meter över havet.
Runt Buckhorn Lake är det ganska glesbefolkat, med 47 invånare per kvadratkilometer.